# Código Procesal Civil y Comercial de la Nación Argentina
El Código Procesal Civil y Comercial de la Nación Argentina (CPCCN o CPN) es el conjunto sistematizado de las normas procesales aplicables en materia civil y mercantil, interviniendo en todas aquellas causas que se sustancien ante los tribunales de la justicia federal de toda la República Argentina y en los fueros Civil y Comercial  de la justicia ordinaria de la Ciudad Autónoma de Buenos Aires. Es importante destacar que cada provincia se reserva el dictado de códigos procesales para las causas civiles y comerciales que se tramiten ante la justicia ordinaria. 

## Antecedentes
El 16 de octubre de 1862 se sancionó la ley 27 sobre organización de los tribunales nacionales (federales) y el 14 de septiembre de 1863 otras dos leyes de excepcional importancia: las leyes 48 y 50 sobre jurisdicción y competencia y sobre procedimiento de dichos tribunales nacionales (procedimiento federal).
La ley 50 -verdadero código de procedimiento de la justicia "federal"- fue proyectada por los miembros de la Corte Suprema, que acababa de ser organizada, quienes se inspiraron en la Ley de Enjuiciamiento Civil española de 1855.
La justicia ordinaria de la Capital Federal se rigió en la materia civil y comercial, desde 1880, por el Código de Procedimientos de la Provincia de Buenos Aires, promulgado en esa fecha y que continuó aplicándose con carácter provisional después de la crisis política provocada por la cuestión Capital, de acuerdo con lo dispuesto en el artículo 312 de la ley 1114 de 1881. La ley 1.114, que organizaba los tribunales de la Capital, fue reemplazada por la ley 1.893 en el año 1896. En 1950 se dictó la ley 13.998 de organización de los tribunales nacionales, la que fue sustituida en 1958 por el decreto-ley 1.283.
El Código de Procedimientos de la Provincia de Buenos Aires, adaptado luego para la Capital, tuvo origen en el proyecto presentado en 1868 -por encargo del Poder Ejecutivo- por el jurisconsulto José Domínguez, quien se basó para su redacción en la ley 50 y en las que sirvieron a esta de fuente, es decir la Ley de Enjuiciamiento Civil española de 1855. El proyecto fue sancionado recién en 1878. En 1880, tras ser objeto de una revisión general por una comisión de juristas fue puesto en vigencia, y posteriormente modificado en forma parcial por las leyes 4.128 y 14.237 y por el decreto-ley 23.398/56. En 1967, finalmente una comisión redactora integrada por los doctores Carlos Alberto Ayarragaray, Néstor Domingo Cichero, Carlos José Colombo, María Luisa Anastasi de Walger, José Julián Carneiro y Lino Enrique Palacio  elaboró un proyecto de Código Procesal Civil y Comercial de la Nación, siendo aprobado mediante la Ley 17.454, entrando en vigor el 1° de febrero de 1968. Dicho Código, que se haya actualmente en vigencia, con las reformas introducidas en 1981, derogó el Código de Procedimientos de la Capital Federal, la ley 50 y gran parte de la ley 11.924.

## Estructura
El Código en vigor, con las modificaciones introducidas por las leyes 22.434, 24.573 y 25.488, consta de siete libros, cada uno de esos libros se halla compuesto de diversos títulos y cada uno de estos, a su vez, se divide en varios capítulos, algunos de los cuales se hallan divididos en secciones.